# Distretto di Baglung
Il distretto di Baglung è un distretto del Nepal. In seguito alla riforma costituzionale del 2015 fa parte della provincia di Gandaki. 
Il capoluogo è Baglung.
Geograficamente il distretto appartiene alla zona collinare della Mahabharat Lekh. Nella zona nord-occidentale si trova la Riserva di caccia di Dhorpatan di proprietà della casa reale nepalese.
La principale etnia presente nel distretto è quella dei Magar.

## Municipalità
IL distretto è suddiviso in 10 municipalità, quattro urbane e sei rurali:
Urbane
- Baglung
- Dhorpatan
- Galkot
- Jaimuni

Rurali
- Bareng
- Kanthekhola
- Taman Khola
- Tara Khola
- Nisikhola
- Badigad